# Шаховской, Иван Фёдорович Меньшой
Князь Иван Фёдорович «Меньшой» Шаховской (ум. после 1668) — дворянин московский и воевода в правление царей Михаила Фёдоровича и Алексея Михайловича.

## Биография
Представитель княжеского рода Шаховских. Второй сын князя Фёдора Даниловича «Курдюка» Шаховского. Братья — князья Иван «Большой», Матвей и Андрей Шаховские. Рюрикович в XXIII поколении. В связи с тем, что в XVII веке действовало несколько воевод «И. Ф. Шаховских» (источники упоминают Ивана Большого Федоровича, его брата Ивана Меньшого Федоровича и просто Ивана Федоровича), у исследователей есть расхождения, о каком именно Шаховском в ряде источников идёт речь.
Впервые упоминается в 1630 году, когда он был записан новиком по городу Суздаль. Русский биографический словарь пишет, что Иван Фёдорович Меньшой находился на воеводстве в Костроме в 1637—1638 годы. А его старший брат Иван Фёдорович Большой был костромским воеводой в 1635—1636 годы. Я. Н. Рабинович и Большая Российская энциклопедия в своих статьях указывают, что Иван Фёдорович Меньшой был костромским воеводой в 1635—1638 годы.
В 1643 году князь Иван Фёдорович Шаховской был назначен вторым судьей в Приказ Новой Чети.
О дальнейшей биографии у исследователей вновь возникают расхождения. Я. Н. Рабинович пишет, ссылаясь на дворцовые разряды, что воеводой в Нижнем Новгороде в 1644 году был назначен Иван Фёдорович Большой, а так как новые воеводы по «Записным книгам Московского стола» стольник Данила Лодыгин и дьяк Глеб Патрикеев были посланы в этот город лишь в декабре 1645 года, то весь 1645 год Иван Фёдорович Большой провел в этом крае. Большая Российская энциклопедия указывает, что Иван Большой был воеводой Нижнего Новгорода в 1644—1645 годы. Но в Записных книгах Московского стола указано, что в одном из казанских пригородов, Цивильске, был воеводой некий Иван Федорович Шаховской. С этого поста этот Иван Федорович был отпущен в мае 1645 года. Я. Н. Рабинович считал, что тут речь идет об Иване Фёдоровиче Меньшом. В «Русском биографическом словаре» в статье «Шаховской, князь Иван Фёдорович большой» Д. А. Корсаков писал, что Иван Фёдорович Большой в 1644—1647 годы был воеводой цивильским, воеводство в Нижнем Новгороде не упоминается. Но в соседней статье «Шаховской, князь Иван Фёдорович меньшой» иной автор писал, что Иван Фёдорович Меньшой в 1645 году «был послан переписывать крестьян и бобылей в Нижний Новгороде». Цивильск в отношении младшего брата в данной статье не упоминается. Большая Российская энциклопедия писала, что воеводой в Цивильске в 1645—1647 годы был Иван Фёдорович Меньшой.
В 1646 и 1647 годы упоминается Иван Федорович Шаховской. Но и в том и ином случае не ясно, о старшем или младшем брате идет речь. 21 декабря 1646 году некий Иван Фёдорович Шаховской был в праздник у патриарха Иосифа у стола вместе с боярином Алексеем Никитичем Трубецким. После того как 2 июня 1647 года царь Алексей Михайлович направился в Троице-Сергиев монастырь, в царском дворце в Москве вместе с боярином Иваном Андреевичем Голицыным «дневали и ночевали» дворяне, среди которых записан Иван Федорович Шаховской.
В 1648 году князь И. Ф. Шаховской был назначен «товарищем» (заместителем) боярина князя Михаила Михайловича Темкина-Ростовского в Разбойном приказе, где находился до 1654 года.
Большая Российская энциклопедия писала, что в 1656/1657 году был воеводой в Сапожке.
В 1662—1663 годах князь Иван Фёдорович Меньшой "находился в русских полках, сосредоточенных против поляков в Новгороде и Пскове. 16 марта 1663 года он был отправлен на Двину разыскивать беглых солдат, стрельцов и ратных людей, которые дезертировали с военной службы.
В 1668 году князь Иван Фёдорович Шаховской служил в Севске, где защищал южные русские границы от набегов крымских татар и ногайцев.
Год его смерти неизвестен.

## Дети
- Князь Фёдор Иванович Шаховской (ум. после 1700), патриарший и царский стольник, окольничий и воевода
- Князь Алексей Иванович Шаховской (ум. после 1677), стольник[10]